# Miguel Blasco
Miguel Blasco (Codos, 24 de junio de 1713-Orciano, 17 de febrero de 1771) fue un sacerdote español de la compañía de Jesús.

## Biografía
Nacido en la localidad de Codos, municipio de la comarca de Zaragoza en España, a la edad de 27 años y estando en la ciudad de Toledo, ingresó a la Compañía de Jesús. Parte de su noviciado lo hizo en Madrid y antes de viajar al nuevo mundo, estuvo en el Hospicio de indias de Sevilla.
En el año de 1743 fue enviado al Virreinato de Nueva Granada, se radicó en Santa fe de Bogotá  y concluyó sus estudios en la Pontificia Universidad Javeriana.  Fue profesor de los cursos de Gramática y humanidades una vez concluida su carrera.
En el año de 1743 fue enviado al Virreinato de Nueva Granada, se radicó en Santa fe de Bogotá  y concluyó sus estudios en la Pontificia Universidad Javeriana.  Fue profesor de los cursos de Gramática y humanidades una vez concluida su carrera.
Para el año de 1751 tuvo su primera estancia misional, fue en la población tuneba al lado occidental de la cordillera  llamada "Patute de Nuestra Señora del Pilar de Zaragoza" en las misiones de los llanos del Casanare, ubicada aproximadamente a 4 leguas (20 kilómetros) de Tame, al norte de los ríos Purare y Tocaragua, afluentes del Río Casanare. 
Para el año de 1756 por encomienda del virrey a los jesuitas, él fue elegido para radicarse en la parroquia de Güicán, compuesta por indios dispersos de la denominada nación tuneba y la cual fundó y evangelizó durante más de 10 años. Estando Allí, fue comunicado del decreto de Expulsión de los jesuitas del reino de España en el año de 1767.
Vivió sus últimos años en Italia, en la población de Orciano, donde falleció el 17 de febrero de 1771 a la edad de 58 años.